# بيتر هانان (ملحن)
بيتر هانان هو ملحن كندي، ولد في 19 مارس 1953.

## وصلات خارجية
- بيتر هانان على موقع ميوزك برينز (الإنجليزية)
- بيتر هانان على موقع ديسكوغز (الإنجليزية)